# هيرمان هيرتزبرغر

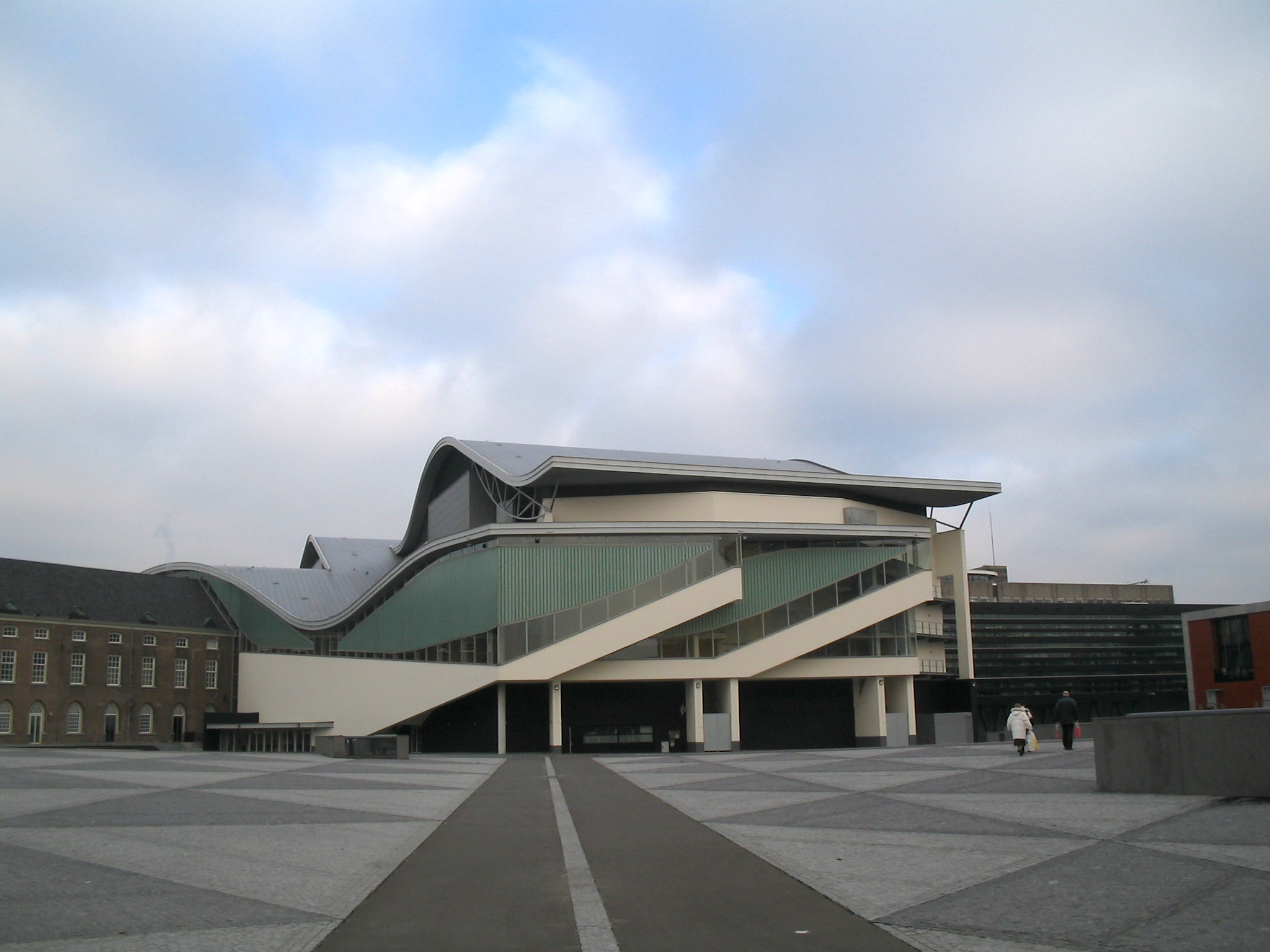
مسرح شاس في بريدا

هيرمان هيرتزبرغر (Hermann Hertzberger) هو مهندس معماري هولندي، ولد في أمستردام في عام 1932 أكمل دراسته في جامعة دلفت للتكنولوجيا في عام 1958، حيث كان استاذا منذ عام 1970.